# Черненко Сергій Михайлович
Сергій Михайлович Черненко (16 лютого 1984, м. Київ, СРСР) — український хокеїст, центральний нападник. Виступає за ХК Кривбас (Кривий Ріг). 
Виступав за «Крижинка» (Київ), «Газовик-2» (Тюмень), ХК «Київ», «Крамфорс-Альянсес», ХК «Лунгвікс», ХК «Дунауйварош», «Сокіл» (Київ), «Компаньйон-Нафтогаз» (Київ).
У складі національної збірної України провів 14 матчів (2+0); учасник чемпіонату світу 2011 (дивізіон I). У складі юніорської збірної України учасник чемпіонатів світу 2001 і 2001 (U-18). У складі молодіжної збірної України учасник чемпіонатів світу 2002 (дивізіон I), 2003 (дивізіон I) і 2004.
Досягнення
- Чемпіон України (2004, 2008, 2009, 2010)
- Володар Кубка України (2007).